# Agave deserti
Espèce
Classification phylogénétique
Agave deserti est une espèce de plantes à fleurs de la famille des Agavaceae. C'est une plante géophyte des régions désertiques de la Californie du Sud, de l'Arizona, de la Basse-Californie.